# Quận Harper, Kansas
Quận Harper là một quận thuộc tiểu bang Kansas, Hoa Kỳ.
Quận này được đặt tên theo Marion Harper. Theo điều tra dân số của Cục điều tra dân số Hoa Kỳ năm 2006, quận có dân số 5952 người. Quận lỵ đóng ở Anthony.6